# Nick Verschuren
Nick Verschuren (* 16. August 1989 in Eindhoven) ist ein niederländischer Eishockeyspieler, der seit 2020 erneut bei den Eaters Geleen in der belgisch-niederländischen BeNe League unter Vertrag steht. Sein Bruder Mike ist ebenfalls niederländischer Nationalspieler.

## Karriere

### Klubs
Nick Verschuren begann seine Karriere im Nachwuchsbereich der Eindhoven Kemphanen, in deren zweiter Herren-Mannschaft – den Dolphin Kemphanen – er bereits als 15-Jähriger in der Eerste divisie, der zweithöchsten niederländischen Spielklasse auflief. In der Spielzeit 2008/09 spielte er in der ersten Mannschaft der Kampfhähne in der Ehrendivision. 2009 wechselte er zum Ligakonkurrenten Eaters Geleen, mit denen er 2010 den niederländischen Pokalwettbewerb gewann. Anschließend wechselte er für ein Jahr nach Schweden und spielte für die Lidingö Vikings überwiegend in der viertklassigen Division 2. 2011 kehrte er nach Eindhoven zurück und blieb dort, mit Ausnahme einer Spielzeit bei den belgischen Turnhout Tigers, bis 2018. In seinem letzten Eindhovener Jahr wurde er Torschützenkönig der belgisch-niederländischen BeNe League. Als sich die Kemphanen 2018 aus der BeNe League zurückzogen, wechselte er nach Geleen zurück, wo er – unterbrochen von einem Jahr beim belgischen Ligarivalen HYC Herentals seither spielt. 2019 wurde er mit dem Frans-Henrichs-Bookal als wertvollster niederländischer Spieler ausgezeichnet.

### International
Sein Debüt in der niederländischen Nationalmannschaft gab Verschuren beim Division-I-Turnier der Weltmeisterschaft 2017, als die Niederländer in die Division II absteigen mussten. Dort spielte er dann 2022, als er als Torschützenkönig mit den Chinesen Luke Lockhart, Parker Foo und Yan Juncheng und Topscorer gemeinsam mit Parker Foo sowie zweitbestem Vorbereiter nach Spencer Foo zum besten Spieler seiner Mannschaft gewählt wurde und so maßgeblich zum Wiederaufstieg in die Division I beitrug. Zudem vertrat er seine Farben beim Qualifikationsturnier für die Olympischen Winterspiele in Peking 2022.

## Erfolge und Auszeichnungen
- 2010 Niederländischer Pokalsieger mit den Eaters Geleen
- 2018 Torschützenkönig der BeNe League
- 2019 Frans-Henrichs-Bookal als wertvollster niederländischer Spieler
- 2022 Aufstieg in die Division I, Gruppe B, bei der Weltmeisterschaft der Division II, Gruppe A
- 2022 Topscorer und Torschützenkönig bei der Weltmeisterschaft der Division II, Gruppe A